# 张贺亭
张贺亭（1928年9月—2015年7月9日），河南省濮阳县前康村人，中华人民共和国政治人物。
曾任浚县三区抗联副组长，安阳专区浚县供销社支部书记、科长，河南省航运工会办公室主任，郑州国棉三厂厂长。后担任郑州市纺织工业局局长。1981年4月至1982年1月，任郑州市经委副主任。1982年至1987年10月，任河南省纺织工业管理局党组书记、局长。后任河南省人大常委会委员、财经工作委员会副主任。1994年12月，离职。2015年7月9日在郑州逝世，享年88岁。